# 稻草绳

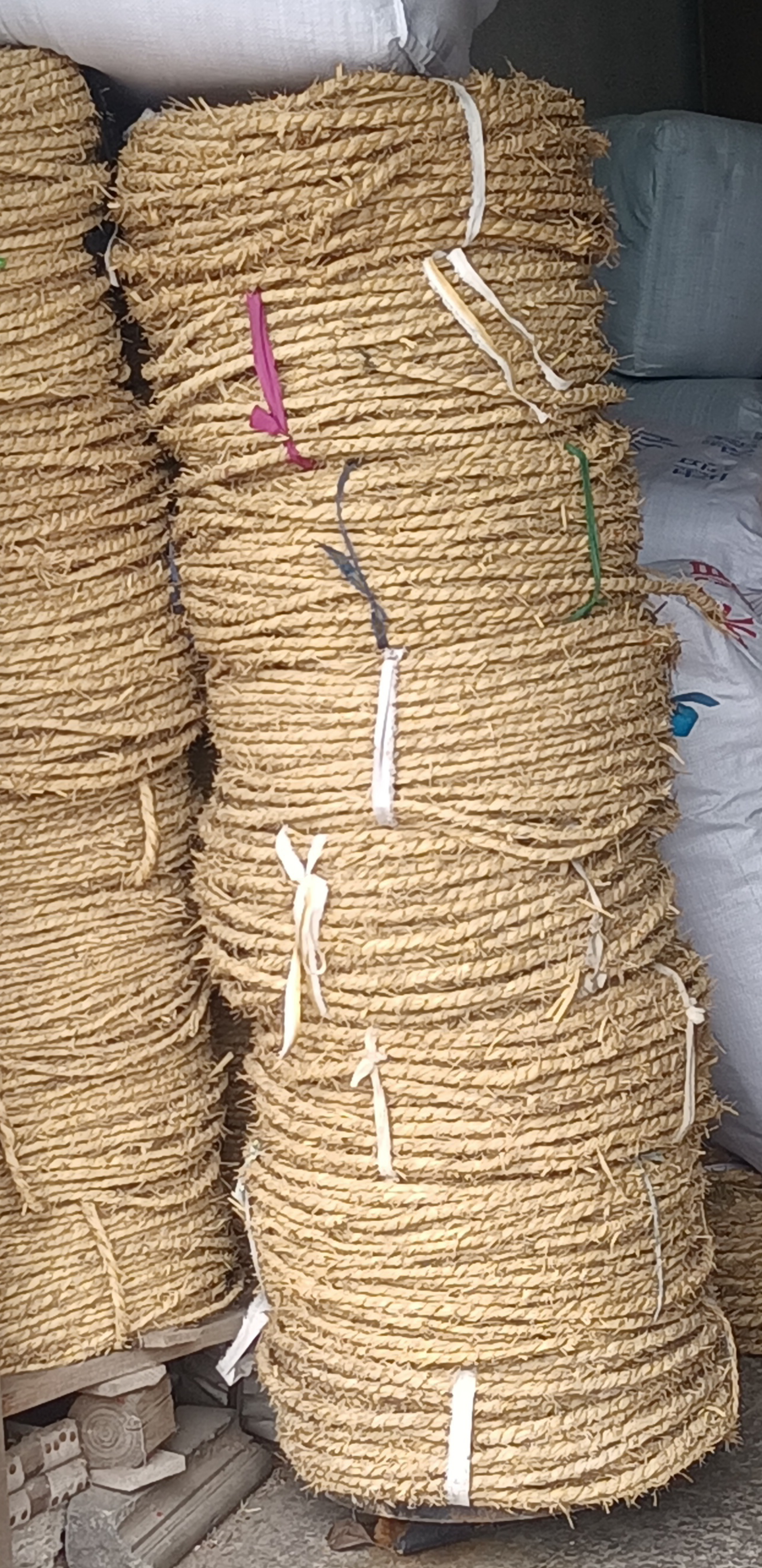
稻草绳盘

稻草绳，在中國大陸亦簡稱作草绳，是一種以水稻秸秆（即稻草）为原料，经过专业加工机器加工而成的繩索。在21世纪之前的农村地区曾使用手工的方式生产草绳，亦称为“搓草绳”，而后世面的草绳大多由机器取代。稻草绳在市場上的种类按其粗幼大体分为三类：
- 细类草绳，
- 中类草绳，
- 粗类草绳，

每一类中又有详细的不同规格划分。
稻草绳的用途很多，例如：捆绑树木保护树木的成长和水分，捆绑瓷器防止瓷器的损坏，捆绑机器部件防止在运输中损坏等等。
由於稻草绳属于环保无污染的一种农业加工产品，现实使用中方便、耐用、一次性不用回收、无污染、价格便宜，使用的范围越来越广，亦比其他用塑料製作的繩索較為優勝。随着现在稻草绳的使用越来越广泛，销售量的不断的增加，给生产加工稻草绳的农民生产者带来越来越多的收入。不過，由於稻草繩亦是有天然纖維製成，所以其強度一般只有用合成纖維製繩索的三分之一，所以對於需求繩索強度的運作裡並不適合。

## 參看
- 船纜